# Yves Ciampi
Pour les articles homonymes, voir Ciampi.
Yves Ciampi est un réalisateur français né le 9 février 1921 à Paris où il est mort le 5 novembre 1982.

## Biographie
Issu d'une famille de musiciens (il est le fils du pianiste Marcel Ciampi et de la violoniste Yvonne Astruc) et de médecins, il fait ses études secondaires au Lycée Carnot de Paris puis commence des études de médecine.
Il réalise ses premiers films en 16 mm à partir de 1938 et tourne un court métrage d'avant-garde en 1941, Mort interdite, tout en poursuivant ses études de médecine.
Étudiant en médecine, il renonce à sa future carrière pour rejoindre Leclerc à Koufra en 1942. Il se consacre en même temps au cinéma, suivant la 2e DB durant toute la campagne d'Afrique et réalisant, en 8 mm, un documentaire sur la division Leclerc et la libération de Paris, Les Compagnons de la gloire - La division Leclerc dans la bataille.
Assistant de Jean Dréville et d'André Hunebelle, il tourne son premier long-métrage en 1948.
Il a présidé le syndicat des techniciens de la production cinématographique, de 1954 à 1959, et l'association des médecins cinéastes.
Il a été marié avec l'actrice japonaise Keiko Kishi de 1957 à 1975 avec lequel elle a eu une fille, l'artiste et musicienne Delphine Ciampi,.

## Filmographie

### Comme réalisateur

#### Cinéma
- 1948 : Madame et ses peaux-rouges (film inachevé, co-réalisé avec Serge T. de Laroche)
- 1949 : Pilote de guerre... pilote de ligne (court-métrage)
- 1949 : Suzanne et ses brigands
- 1950 : Un certain monsieur
- 1951 : Un grand patron
- 1952 : Le Plus Heureux des hommes
- 1953 : L'Esclave
- 1953 : Le Guérisseur
- 1953 : Bretagne (court-métrage)
- 1955 : Les héros sont fatigués
- 1957 : Typhon sur Nagasaki
- 1959 : Le vent se lève
- 1961 : Qui êtes-vous, Monsieur Sorge ?
- 1962 : Liberté 1
- 1965 : Le Ciel sur la tête
- 1969 : À quelques jours près

#### Télévision
- 1979 : Les Dossiers de l'écran : Staline-Trotsky : Le Pouvoir et la révolution
- 1980 : Les Dossiers de l'écran : Le Grand Fossé[7]
- 1980 : Les Dossiers de l'écran : Le président est gravement malade
- 1981 : Staline est mort
- 1982 : Les Nerfs à vif

### Assistant réalisateur
- 1948 : Métier de fous d'André Hunebelle
- 1948 : Les Casse-pieds ou La Parade du temps perdu de Jean Dréville
- 1948 : La Bataille de l'eau lourde de Jean Dréville
- 1949 : Mission à Tanger d'André Hunebelle : Collaborateur technique

### Producteur
- 1971 : Oum le dauphin blanc de Gaston Pomier Layrargues, Marc Bonnet, René Borg, Vladimir Tarta
- 1976 : Mords pas, on t'aime d'Yves Allégret